# Livia Ana Tătaru
Livia Ana Tătar, bekannt auch als  Ana Tătaru (* 15. Juli 1927, Bistrița, Rumänien; † Juni 2018), war eine rumänische Sprachwissenschaftlerin, spezialisiert in Phonetik, Phonologie und Lexikologie.

## Werdegang
Livia Ana Tătar studierte an der Babeș-Bolyai-Universität in Klausenburg. Dort war sie zwischen 1957 und 1970 Hochschullehrerin. Aufgrund massiver Verfolgung aus politischen Gründen blieb sie 1970 in West-Deutschland. 1975 erfolgte ihre Promotion zum Dr. Phil. an der Friedrich-Wilhelms-Universität Bonn. Tătaru war von 1983 bis 1988 Hochschullehrerin am Romanischen Seminar der Philosophischen Fakultät der Universität Mannheim.

## Veröffentlichungen (Auswahl)
- A contrastive Study of the Pronunciation of Rumanian and English. A general comparison of Their Systems, and a Special Comparison of Their Occlusive Consonants. Dissertation Universität Bonn 1975.
- The Pronunciation of Rumanian and English: Two Basic Contrastive Analyses. Haag-Herchen, Frankfurt/M. 1978, ISBN 3-88129-123-7.
- Rumänisch: die Aussprache. Româna: Pronunția. Rumanian Pronunciation. Esprint-Verlag, Heidelberg 1983, ISBN 3-88326-147-5.
- Rumanian Pronouncing Dictionary. Rumänisches Aussprachewörterbuch. Dicționar de pronunțare a limbii române. Band 1 (A–L). Esprint-Verlag, Heidelberg 1984, ISBN 3-88326-076-2.
- Rumanian Pronouncing Dictionary. Rumänisches Aussprachewörterbuch. Dicționar de pronunțare a limbii române. Band 2 (M–Z). Esprint-Verlag, Heidelberg 1984. ISBN 3-88326-099-1.
- Limba română: Specificul pronunțării în contrast cu germana și engleza. Editura Dacia, Cluj-Napoca 1997, ISBN 973-35-0644-3.
- Antologie de texte literare în transcriere fonetică internatională. Editura Dacia, Cluj-Napoca 1997.
- Dicționar de pronunțare a limbii române, Romanian Pronouncing Dictionary. Rumänisches Aussprachewörterbuch. Clusium, Cluj-Napoca, ISBN 973-555-223-X.